# La Vénus d'Ille
Pour les articles homonymes, voir Vénus.
La Vénus d’Ille est une nouvelle fantastique de Prosper Mérimée, écrite en 1835 et publiée en 1837. 
L’histoire se déroule à Ille-sur-Têt, une petite ville des Pyrénées-Orientales.

## Genèse de l'œuvre
L'auteur, Prosper Mérimée, nommé Inspecteur général des Monuments historiques le 27 mai 1834, a entrepris la même année une tournée qui l'a fait passer par les Pyrénées-Orientales où, au mois de novembre, il a visité Ille-sur-Têt, Bouleternère et Serrabonne. Il a vu un site où des fouilles archéologiques avaient dégagé un temple antique dédié à Vénus.
En outre, Mérimée a certainement vu Zampa, opéra-comique de Louis-Ferdinand Hérold, créé en 1831 sur un livret de Mellesville, dont le héros, un pirate, est entraîné dans les Enfers par la statue de la femme qu'il avait jadis séduite et à qui il avait, par défi, placé un anneau à son doigt.

## Résumé
L'histoire se déroule à Ille (nom peut-être inspiré par un lieu réel : Ille-sur-Têt) durant trois jours et demi. L'histoire se prolonge ensuite pendant environ deux mois et demi. Les subdivisions indiquées ci-dessous ne sont données qu'à titre didactique, la nouvelle (d'une trentaine de pages en édition de poche) ne comportant aucun chapitre ni aucune section.

### Jour 1: mercredi
Le narrateur, un archéologue, s'y rend en compagnie d'un guide. Il vient y rencontrer Monsieur de Peyrehorade (nom inspiré d'un lieu réel), un antiquaire de province qui doit lui montrer des ruines antiques. Celui-ci a découvert par hasard une statue de Vénus dont tout le monde parle à Ille. Le guide explique au narrateur les circonstances de cette découverte dont il a été le témoin.
Quinze jours avant l'arrivée du narrateur, M. de Peyrehorade avait prié un homme du village, Jean Coll, et le guide, de l'aider à déraciner un olivier mort. En essayant d'extraire les racines du sol, Jean Coll donna des coups de pioche dans la terre et frappa sans le savoir la statue. M. de Peyrehorade, heureux de cette découverte, voulut extraire la statue du sol et tandis qu'il la redressait, elle tomba sur la jambe de Jean Coll, pourtant excellent coureur et joueur de paume aguerri. 
Cette statue inquiète en raison de sa beauté physique et parce qu'elle semble déjà avoir provoqué un accident (la jambe cassée de Jean Coll). 
Le narrateur arrive ensuite chez les Peyrehorade auxquels il avait été recommandé par une lettre de son ami M. de P.. Il fait la connaissance des époux Peyrehorade et de leur fils, Alphonse, duquel il fait un portrait assez négatif. 
Lors du dîner, le narrateur est invité au mariage imminent du fils Peyrehorade et d'une demoiselle fortunée, Mlle de Puygarrig. Le père, tout comme le fils, ne semble pas attacher beaucoup d'importance à ce mariage.
M. de Peyrehorade est impatient de montrer au narrateur sa découverte, la statue de Vénus à laquelle il porte une véritable vénération (que sa femme réprouve).
Enfin, au moment de se coucher, le narrateur voit la Vénus pour la première fois par la fenêtre de sa chambre et est témoin d'une scène étrange : deux apprentis du village sont en colère contre la statue dont ils soutiennent qu'elle a cassé la jambe de Jean Coll. Ils insultent la statue et l'un d'eux lui lance un caillou. Curieusement, le caillou fait deux rebonds et retourne frapper l'apprenti de plein fouet au visage. Effrayés, les apprentis s'enfuient.
Le narrateur est amusé par la scène et va se coucher. Sa remarque constitue le premier glissement vers le fantastique après la description du guide catalan : « Encore un vandale puni par Vénus ! Puissent tous les destructeurs de nos vieux monuments avoir ainsi la tête cassée ! ».

### Jour 2: jeudi
Le lendemain matin, le narrateur est réveillé de bonne heure par M. de Peyrehorade, qui tient absolument à lui faire admirer sa Vénus. Il fait remarquer au narrateur l'étrange inscription figurant sur le socle « Cave amantem », qui la traduit en ces termes : « prends garde à toi si elle t'aime ». Puis les deux personnages tentent de décrypter d'autres inscriptions de la statue, notamment celle figurant sur le bras droit de Vénus. La discussion entre les deux hommes est vive. Les arguments de l'antiquaire sont quelque peu fantaisistes, mais le narrateur se garde bien de contredire son hôte. Il se borne à admirer la statue. 
Après le déjeuner, Alphonse de Peyrehorade converse avec le narrateur. Il apparaît alors clairement qu'Alphonse n'a pas de sentiments pour sa future femme et ne voit que l'argent. Il montre d'ailleurs au narrateur l'anneau qu'il va lui offrir le lendemain : c'est une ancienne bague chevaleresque surmontée de 1 200 francs de diamants. Le narrateur remarque une autre bague qu'Alphonse porte au doigt et il répond, dans un soupir de regret, que c'est une modiste parisienne qui la lui a offerte comme gage d'amour, deux ans auparavant, quand il était à Paris.
Le soir, il y a un dîner au domicile de Mlle de Puygarrig, la future épouse que le narrateur compare à la Vénus.
En retournant à Ille, le narrateur « ne sachant trop que dire » à Mme de Peyrehorade, déclare qu'un mariage célébré le vendredi porte malheur. Mme de Peyrehorade l'approuve mais son mari rétorque que c'est le jour idéal car le vendredi est le « jour de Vénus » (en latin Veneris dies).
Mme de Peyrehorade est bien de son avis et déclare que c'est son mari qui tenait à ce que le mariage se fasse ce jour-là. De plus, le narrateur apprend que l'on ne dansera pas au mariage, étant donné que la future mariée vient de perdre sa tante qui était comme sa mère, car c'est elle qui l’a élevée et lui a légué sa fortune.

### Jour 3: vendredi
Le lendemain matin, le narrateur essaie en vain de dessiner un portrait de la statue. M. de Peyrehorade tient à faire (malgré l'opposition de sa femme) une sorte de cérémonie, d'ailleurs « grotesque » et vulgaire d'après le narrateur, pour honorer Vénus et faire des vœux pour le futur couple.
Après cette « cérémonie », M. Alphonse, déjà prêt, vient voir le narrateur dans le jardin quand une partie de jeu de paume commence sur le terrain juste à côté du jardin. L'équipe locale est en train de perdre contre une équipe espagnole. M. Alphonse, qui est un grand joueur de paume, n’y tient plus et va rejoindre son équipe bien qu'il soit en habit de marié. Il commence par jouer très mal et se plaint que son alliance en diamants, qu'il avait emportée pour donner à sa future femme lors de la cérémonie, le gêne pour jouer. Il la retire et pour ne pas la perdre, la glisse à l'annulaire de la statue. Après cela, la partie bascule et il fait gagner son équipe. Vexé, le capitaine de l'équipe espagnole rumine sa défaite et marmonne, à l'intention d'Alphonse, après que celui-ci s'est montré très arrogant dans sa victoire : « Me lo pagarás ».
Alphonse remet succinctement ses habits en ordre et monte dans la calèche pour se rendre chez sa fiancée afin de célébrer le mariage. Sur le chemin de la mairie, il se rend compte qu'il a oublié l'alliance au doigt de la statue et se morfond à cause de la valeur marchande de la bague. Du coup, en guise d'alliance, il donne à sa femme la bague qu'il avait lui-même au doigt et qui lui avait été offerte par une autre femme avec laquelle il avait eu une aventure à Paris. Puis, les invités se mettent à table, la mariée semble être très en retrait,. On regarde danser les paysannes et la mariée présente sa corbeille.
On rentre à Ille pour le souper. M. de Peyrehorade et ses amis font des plaisanteries vulgaires et équivoques à l'encontre de la mariée, ce qui attriste le narrateur. Après l'épisode de la jarretière, la mariée quitte la table pour aller se coucher, il est presque minuit.
M. Alphonse, pâle et froid pendant le souper, vient voir le narrateur et lui fait part de sa terreur : il ne peut plus retirer la bague du doigt de la Vénus ; il prétend que la statue a replié son doigt et demande au narrateur d'aller voir par lui-même pour essayer de récupérer la bague. Celui-ci accepte et a aussi peur un instant ; puis il se dit que M. Alphonse doit être saoul ou qu'il veut lui faire une mauvaise blague ; il se ravise et va se coucher directement.

### Jour 4: samedi
Une fois couché, le narrateur entend, après la fin des festivités, des craquements sourds, des pas pesants montant l'escalier. Il pense avoir reconnu les pas du jeune marié ivre, s'inquiète parce qu'ils paraissent extrêmement lourds, mais s'endort tout de même. Le narrateur dort mal et est réveillé vers cinq heures du matin de nouveau par les pas lourds et les craquements dans l'escalier.
Puis ce sont des cris, des plaintes et le bruit d'une sonnette. Le narrateur se lève et court aux nouvelles. Il trouve M. Alphonse mort, gisant sur le lit nuptial brisé, le corps couvert de contusions. Son torse semble avoir été étreint violemment par un cercle de fer.
Mme Alphonse est en proie à une crise d'hystérie. Elle ne décèle sur le corps aucune trace de sang bien que la mort ait été violente compte tenu de la pose angoissée que le visage de M. Alphonse avait conservée. En examinant le corps, le narrateur découvre sur le tapis la bague de diamants qui normalement aurait dû se trouver au doigt de la statue.
Ses soupçons se portent sur le capitaine de l'équipe espagnole de jeu de paume, mais il ne dispose d'aucune preuve et ses réflexions le font disculper cet homme. Le narrateur ne constate aucune trace d'effraction dans la maison. Dehors, les seules empreintes que l'on peut encore relever après les pluies torrentielles de la nuit sont celles qui mènent et qui reviennent à la statue. De plus, en inspectant le jardin, il remarque que la statue a alors une expression terrifiante qui semble vouloir dire qu'elle se réjouit des malheurs que subit la maison Peyrehorade. 
Peu après, le narrateur fait sa déposition au procureur du roi qui lui raconte la version de Mme Alphonse. Celle-ci a entendu quelqu'un pénétrer dans la chambre et a pensé que c'était son mari. Cette personne s'est couchée en faisant crier le bois du lit ; elle a senti le contact d'un corps glacé. Plus tard, une seconde personne est entrée dans la chambre en disant : « Bonsoir, ma petite femme. » puis poussa un cri. Mme Alphonse tourna alors la tête et vit que la personne dans le lit, « un géant verdâtre », s'était levé et étreignait son mari : elle reconnut alors la Vénus et s'évanouit. En revenant à elle, au petit matin, elle vit la statue déposer son mari sans vie dans le lit puis partir.
Le procureur convoque ensuite le capitaine de l'équipe espagnole qui récuse l'accusation et fournit un alibi incontestable. Le narrateur ajoute à sa déposition qu'un domestique dit avoir vu M. Alphonse vers minuit sans sa bague.
Après l'enterrement, le narrateur quitte Ille et rentre à Perpignan. Quelques mois plus tard, il apprend que M. de Peyrehorade est mort et que Mme de Peyrehorade a décidé de faire fondre la statue pour en faire une cloche en bronze. Mais « depuis que cette cloche sonne sur Ille, les vignes ont gelé deux fois. »

## Originalité deLa Vénus d’Ille
- Si vous ne connaissez pas le sujet, laissez ce bandeau (vous pouvez alors contacter les auteurs).
- Si vous supprimez le contenu mis en cause (vous pouvez préalablement contacter les auteurs),

argumentez précisément cette suppression dans la page de discussion
(un manque de référence n'est pas un argument ; une recherche réelle de référence doit avoir été effectuée, être formellement documentée).
La Vénus d'Ille est une nouvelle fantastique qui est originale par rapport au canon du fantastique du XIXe siècle. Le fantastique est un genre littéraire dans lequel le rationnel et l’irrationnel se mêlent. Des événements étranges se produisent et provoquent le trouble chez le personnage victime de ces événements, ainsi que chez le lecteur. C’est pourquoi, tout au long du récit, le lecteur, ainsi que les personnages, recherchent une explication rationnelle aux éléments troublants qui surviennent. À la fin du récit, même si une explication rationnelle est envisagée, celle-ci peut être contredite par des hypothèses qui sortent du commun.
La Vénus d’Ille est effectivement un récit fantastique, même si quelques éléments ne concordent pas avec certaines règles du fantastique, ce qui fait d’ailleurs son originalité. D’abord, le récit dans cette nouvelle est fait non pas à travers le personnage qui est la victime des événements fantastiques, mais à travers un narrateur qui est en fait un spectateur, témoin des faits et qui les commente. C’est ici une première originalité par rapport au canon fantastique dans lequel souvent la narration se fait à travers le « je » du personnage qui subit les événements. De plus, dans le récit fantastique se retrouve souvent un motif fantastique, tels que le double, un objet qui s’anime, un fantôme ou un mort-vivant. Dans La Vénus d’Ille se devine la présence d'un objet qui s’anime (la statue de Vénus), mais le narrateur ne l'affirme pas de manière explicite puisque lui-même n’en est jamais le témoin. Sont présents également des phénomènes de doubles qui apparaissent en filigrane (Mlle de Puygarrig et Vénus, ainsi que M. de Peyrehorade et M. de P.), mais là encore sans que l'auteur ait voulu insister lourdement. Mais la grande originalité de l’œuvre réside sans doute dans le fait qu’elle ait une portée plus vaste que celle d’un simple récit fantastique. En effet, le message que nous transmet l’auteur est celui du respect de l’amour. Tous les personnages qui de près ou de loin ont nui à l’amour (Vénus) seront punis (Jean Coll, l’apprenti, M. Alphonse et M. de Peyrehorade). Certains même qui auront transgressé les interdits en ne considérant l’amour que comme une mascarade (M. Alphonse et son père) seront punis de mort.
Cette histoire est pleinement inspirée par l'une des Cantigas de Santa María, du XIIIe siècle, la n. 42, où un jeune homme Allemand, presque marié, laisse la bague que lui a offerte sa fiancée au doigt d'une sculpture de Notre-Dame et lui fait une promesse de fidélité. La Vierge serre ses doigts et l'amoureux ne peut plus récupérer sa bague. Les gens lui conseillent de devenir moine. Mais lui se marie. Cette nuit là, la Vierge apparaît à côté de son lit et lui rappelle la promesse qu'il lui avait faite. Le jeune homme prend peur et finalement part vivre en solitude comme un ermite.

## Portrait de la Vénus d'Ille
- Si vous ne connaissez pas le sujet, laissez ce bandeau (vous pouvez alors contacter les auteurs).
- Si vous supprimez le contenu mis en cause (vous pouvez préalablement contacter les auteurs),

argumentez précisément cette suppression dans la page de discussion
(un manque de référence n'est pas un argument ; une recherche réelle de référence doit avoir été effectuée, être formellement documentée).
Le portrait donné de la statue est ambigu : on la sait inanimée mais certains détails font penser le contraire.
- Elle est grande et entièrement en bronze.
- Son corps est noir et ses yeux blancs (mise en relief).
- Elle est dénudée jusqu'au bassin, la partie inférieure est recouverte d'un drap qu'elle tient d'une main (peut inspirer le désir).
- Elle a un regard méchant, féroce et beau (« Il y a dans son expression quelque chose de féroce, et pourtant je n'ai jamais rien vu d'aussi beau »).
- Elle rabaisse toutes les personnes la regardant.

De plus, la statue porte malheur ; l'inscription sur son socle, en latin, renforce l'aspect maléfique de la Vénus d'Ille : « Prends garde à toi si elle t'aime ». C'est une prophétie qui annonce la suite de l'histoire.

## Description des personnages

### M.de Peyrehorade
C'est un vieil antiquaire — dans le sens désuet du terme — jovial. C'est lui qui découvre la Vénus, en compagnie de Jean Coll et du guide. Découverte sur son domaine, il en est donc le propriétaire. Provincial complexé, pédant et féru d’archéologie, il est fasciné par la Vénus et en parle de manière obsessionnelle.

### Mmede Peyrehorade
Grasse, la quarantaine passée et bonne ménagère, elle n'aime pas la Vénus découverte par son mari. À la mort de ce dernier, considérant que la statue porte malheur, elle la fait fondre en cloche de bronze. 
Mme de Peyrehorade n'est pas très présente dans l'histoire : elle ne fait que donner son avis sur ce que dit son mari. Elle est à la fois dotée d'un solide bon sens et imprégnée de croyances superstitieuses.

### Alphonse de Peyrehorade
Fils de M. de Peyrehorade, c’est un grand jeune homme élégant et musclé de 26 ans, beau et agréable à voir, mais son visage ne laisse transparaître aucune émotion. Il accorde plus d'importance à l'argent qu'aux sentiments et se marie surtout par intérêt, Mademoiselle de Puygarrig ayant hérité de sa tante. Il est superficiel et s'intéresse plus au jeu de paume, son sport favori, qu'à sa fiancée. Il meurt lors de sa nuit de noces, semble-t-il pour s'être uni symboliquement à la Vénus, avant de vouloir lui reprendre son alliance, puis de se marier avec sa promise.

### Mademoiselle de Puygarrig
C’est une jeune fille noble et riche de 18 ans ; elle est belle et séduisante (elle ressemble à la Vénus), et est réservée à Alphonse. Elle est naturelle, discrète et d’une grande générosité, tout le contraire d’Alphonse. 
Elle donne l’effet d’être belle et intelligente. Elle ne sait pas qu’elle va perdre son mari pendant la nuit de noces.

### La tante deMllede Puygarrig
Elle sert de mère à la jeune fille. C'est une femme très âgée et fort dévote.
Mlle de Puygarrig hérite de sa tante à sa mort. Elle célébrera donc le mariage en deuil.

### Jean Coll
C'est la personne qui a découvert la Vénus, mais aussi sa première victime : après lui avoir accidentellement donné un coup de pelle en creusant, la Vénus lui est tombée sur la jambe alors qu'il aidait M. de Peyrehorade à la sortir de terre.

### Le guide
C'est lui qui a amené le narrateur à Ille. Il a aussi aidé à déterrer la Vénus.
C'est lui qui montrera au narrateur le chemin qui mène chez M.de Peyrehorade.

### Le narrateur
Archéologue parisien venu demander à M. de Peyrehorade de lui faire visiter les monuments des environs d'Ille-sur-Têt, il contribuera à la traduction de l'inscription latine gravée sur le socle de la statue. Témoin des événements, il considère avec condescendance les croyances des habitants d'Ille sur le pouvoir maléfique de la Vénus, avant d'être à son tour gagné par le doute.

## Édition originale en volume
Prosper Mérimée, Colomba, Paris, Magen et Comon, 1841, 463 p. (lire en ligne), « La Vénus d’Ille », p. 281-340

## Adaptations
La Vénus d'Ille a été adaptée notamment sous forme de téléfilms : 
- en 1979 : La Venere d'Ille, téléfilm de Mario et Lamberto Bava pour la Rai Due. Ce sera la dernière réalisation de Mario Bava, pionnier du giallo mort en 1980 ;
- en 1980 : La Vénus d'Ille, téléfilm de Robert Réa, avec Jean-Pierre Bacri.

Sous forme d’opéra :
- La Vénus d’Ille d'Henri Büsser créé en 1964
- Vénus d'Othmar Schoeck,op. 32, opéra en trois actes sur un livet d'Armin Rüeger, inspiré par la nouvelle de Mérimée (première représentation: 10 mai 1922, Stadttheater Zurich)

Sous forme de pièce de théâtre :
- La Vénus d’Ille d'Alex Adarjan créé en 2015, inspiré par la nouvelle de Mérimée.

Sous forme de livre audio :
- La Vénus d'Ille paraît en 2003 aux éditions Des Oreilles pour Lire avec la voix du comédien Gérard Goutel.